# (3365) Recogne
Pour les articles homonymes, voir Recogne.

(3365) Recogne est un astéroïde de la ceinture principale découvert le 13 février 1985 à l'observatoire de La Silla par l'astronome belge Henri Debehogne. Sa désignation provisoire était 1985 CG2.
Il doit son nom à l'ancienne commune belge de Recogne, qui est aujourd'hui une section de la commune de Libramont-Chevigny (province de Luxembourg).